# 44475 Hikarumasai
44475 Hikarumasai este o planetă minoră (asteroid) din centura de asteroizi. A fost descoperită pe 16 noiembrie 1998 la Goodricke-Pigott Observatory⁠(d) de Roy A. Tucker⁠(d) și a fost numită după Hikaru Masai⁠(d). 
Obiectul prezintă o orbită caracterizată de o semiaxă mare de 2,6357855716361 UAi, o excentricitate de 0,3, o înclinație de 5,9 ° în raport cu ecliptica.